# Jacek Przebierała
Jacek Przebierała (ur. ok. 1969) – polski lekkoatleta specjalizujący się w rzucie oszczepem, brązowy medalista igrzysk paraolimpijskich  w Sydney (2000) i Atenach (2004).

## Życiorys
Pochodzi z miejscowości Widoradz w województwie łódzkim. Na skutek powikłań okołoporodowych został dotknięty mózgowym porażeniem dziecięcym. W 1988 r. rozpoczął pracę zawodową w lokalnej spółdzielni inwalidów. Jako młody człowiek grał w piłkę nożną w Ludowym Klubie Sportowym Piast Ruda. Uczestniczył w zawodach organizowanych przez Spółdzielnię Inwalidów w Wieluniu. Następnie związał się z Integracyjnym Klubem Sportowym „Start” Zduńska Wola, gdzie zaczął trenować dyscypliny lekkoatletyczne. W latach 90. rozpoczął treningi pod kierunkiem Wojciecha Kikowskiego. W 1997 r. został powołany do kadry narodowej. Startował  w klasie F 37 w rzucie oszczepem i dyskiem oraz w pchnięciu kulą. Zakończył karierę zawodniczą w 2007 r..
Po zakończeniu kariery sportowej angażował się w promocję sportu i działalność społeczną. W 2025 r. jest sołtysem Widoradza.

## Osiągnięcia[4]

### Mistrzostwa świata
| Zawody                                              | Rok  | Konkurencja    | Miejsce |
| IPC Athletics World Championships Birmingham        | 1998 | pchnięcie kulą | 11.     |
| IPC Athletics World Championships Birmingham        | 1998 | rzut dyskiem   | 17.     |
| IPC Athletics World Championships Birmingham        | 1998 | rzut oszczepem | 6.      |
| IPC Athletics World Championships Villeneuve d'Ascq | 2002 | rzut dyskiem   | 13.     |
| IPC Athletics World Championships Villeneuve d'Ascq | 2002 | rzut oszczepem | 4.      |
| IPC Athletics World Championships Assen             | 2006 | rzut oszczepem | 5.      |

### Igrzyska paraolimpijskie
| Igrzyska                                     | Rok  | Konkurencja    | Miejsce |
| -------------------------------------------- | ---- | -------------- | ------- |
| XI Letnie Igrzyska Paraolimpijskie w Sydney  | 2000 | rzut oszczepem | 3.      |
| XII Letnie Igrzyska Paraolimpijskie w Atenac | 2004 | rzut oszczepem | 3.      |

## Upamiętnienie
W 2017 r. została odsłonięta tablica Jacka Przebierały w Alei Olimpijczyków i Paraolimpijczyków w Wieruszowie.